# Ocho Rios
Ocho Rios – miasto na Jamajce, położone na północnym wybrzeżu wyspy Jamajka; 96 000 mieszkańców (2006). Jeden z głównych ośrodków turystycznych na wyspie. 
Ocho Rios znane jest także z miejsca położenia Dunn's River Falls, wodospadów rzecznych wpadających do morza.
Nazwa miasta z hiszpańskiego oznacza osiem rzek, ale jest myląca ponieważ przez miasto nie przepływa tyle rzek, możliwe że pochodzi z błędnego tłumaczenia innego słowa hiszpańskiego las chorreras - wodospady. W mieście znajduje się port lotniczy Boscobel.

## Historia
Do lat 40. XX wieku wioska rybacka, później port obsługujący znajdującą się około 10 km od miasta kopalnie boksytu. W połowie lat 80. w wyniku inwestycji w infrastrukturę turystyczna rządu Jamajki przekształcona w ośrodek turystyczny z wieloma plażami, atrakcjami turystycznymi jak Dunn's River Falls, strefą wolnocłową i portem dla wycieczkowców .

## Kultura popularna
Ocho Rios kręcone były zdjęcia do pierwszego filmu o Agencie 007 - Doktor No.